# Katakis
Katakis is een videospel dat werd uitgebracht door Rainbow Arts Software. Het spel werd uitgebracht in 1988 voor de Commodore 64 en de Commodore Amiga. In 2011 volgende ook een versie voor de iPad en de iPhone. Het spel is een side-scrolling actiespel dat gelijkenis toont met R-Type. De speler moet met zijn H-75 Eagle Fighter de planeet redden. Het vliegtuig kan worden versterkt door middel van twaalf verschillende power-ups.

## Platforms
| Jaar | Platform            |
| ---- | ------------------- |
| 1988 | Amiga, Commodore 64 |
| 2011 | iPad, iPhone        |

## Ontvangst
| Beoordeeld door                       | Platform | Datum          | Score |
| ------------------------------------- | -------- | -------------- | ----- |
| Pixel-Heroes.de                       | C64      | december 2005  | 100%  |
| Zzap!                                 | C64      | oktober 1988   | 93%   |
| 64'er                                 | C64      | mei 1989       | 93%   |
| ACE (Advanced Computer Entertainment) | C64      | maart 1989     | 89%   |
| ACE (Advanced Computer Entertainment) | Amiga    | maart 1989     | 89%   |
| CU Amiga                              | Amiga    | maart 1989     | 88%   |
| Amiga Computing                       | Amiga    | mei 1989       | 88%   |
| Power Play                            | Amiga    | november 1988  | 85%   |
| ST/Amiga Format                       | Amiga    | april 1989     | 83%   |
| The Games Machine (GB)                | Amiga    | april 1989     | 83%   |
| Commodore User                        | C64      | september 1988 | 80%   |
| Power Play                            | C64      | juli 1988      | 75%   |
| Pixel-Heroes.de                       | Amiga    | december 2005  | 70%   |